# Prison de Wurtzbourg
Justizvollzugsanstalt Würzburg
La prison de Wurtzbourg (en allemand : Justizvollzugsanstalt Würzburg) est une prison allemande  située dans la localité de Wurtzbourg, dans le district de Basse-Franconie, en Bavière.

## Histoire
Une prison d'environ 150 places construite à la fin du XIXe siècle à côté du tribunal régional sur l'Ottostraße précède l'établissement pénitentiaire actuel. À l'automne 1990, la construction d’une nouvelle prison à la périphérie de Wurtzbourg commence. La première phase de construction, portant sur un total de 342 cellules de détention, est achevée en octobre 1996 et occupée en décembre 1996. La deuxième phase de construction, comprenant 247 cellules de détention, s'achève en décembre 1998. Sur le site de 17 hectares, un centre de détention pour jeunes avec 23 places de détention et un bâtiment d'hébergement pénitentiaire ouvert avec 38 places de détention sont construits à l'extérieur de la zone fortifiée.

## Fonctionnement
L'établissement correctionnel de Wurtzbourg est responsable de l'exécution de la détention provisoire des hommes dans le district du tribunal régional de Wurtzbourg et des femmes dans les districts du tribunal régional de Wurtzbourg et de Schweinfurt. Le tribunal régional supérieur de Bamberg et le tribunal régional de Nuremberg/Fürth sont responsables des peines privatives de liberté allant jusqu'à 2 ans pour la détention pénale de femmes. L'emprisonnement pénal pour les hommes est effectué lors de l'exécution d'une durée maximale de 6 ans pour les tribunaux régionaux de Wurtzbourg, Schweinfurt et Aschaffenbourg, et de l'exécution initiale dans le district du tribunal régional d'Ansbach de 2 à 4 ans.